# Tigres de Aragua
Pour les articles homonymes, voir Aragua.
Uniformes

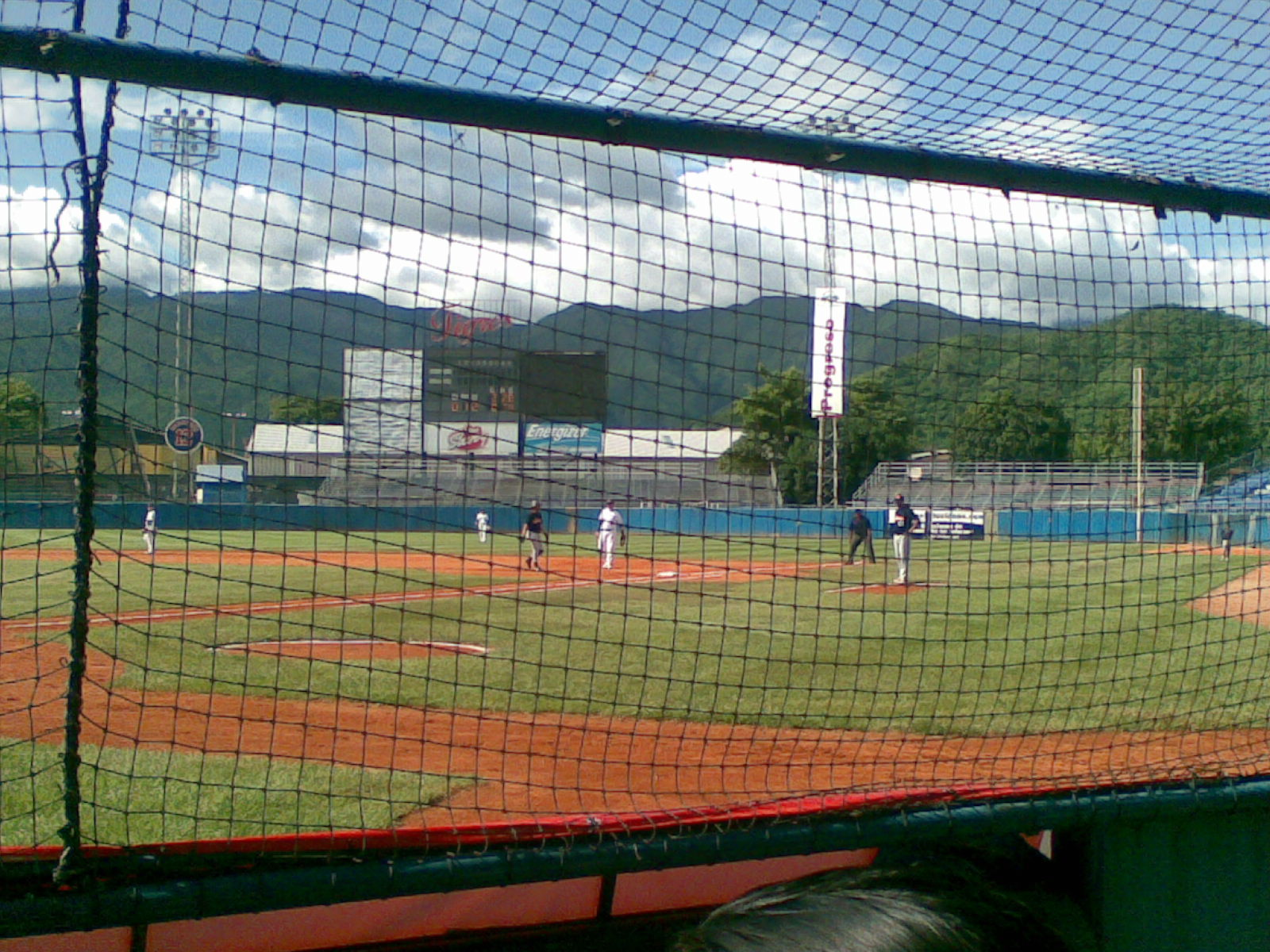
Tigres de Aragua

Les Tigres de Aragua sont une équipe de baseball de la Ligue vénézuélienne de baseball professionnel. Champion du Venezuela en titre, les Tigres représentent pour la septième fois le Venezuela en Série des Caraïbes 2009. Lors de l'édition 2008, Aragua termine troisième sur quatre.

## Palmarès
- Champion du Venezuela (8) : 1971-1972, 1974-1975, 1975-1976, 2003-2004, 2004-2005, 2006-2007, 2007-2008, 2008-2009.
- Vice-champion du Venezuela (7) : 1984-1985, 1987-1988, 1988-1989, 1991-1992, 2001-2002, 2005-2006, 2010-2011
- Vainqueur de la Série des Caraïbes : 2009.

## Numéros retirés
| 13 David Concepción SS | 18 Jesús Méndez OF - 1B | 11 Luis Aparicio SS |